# 毛轴异燕麦
毛轴异燕麦（学名：Helictotrichon pubescens）是一种禾本科植物。这种植物分布于中国新疆天山、阿尔泰山、阿拉套山及准噶尔西部山地；此外在中亚及西伯利亚地区也有分布。